# Porte de Pantin

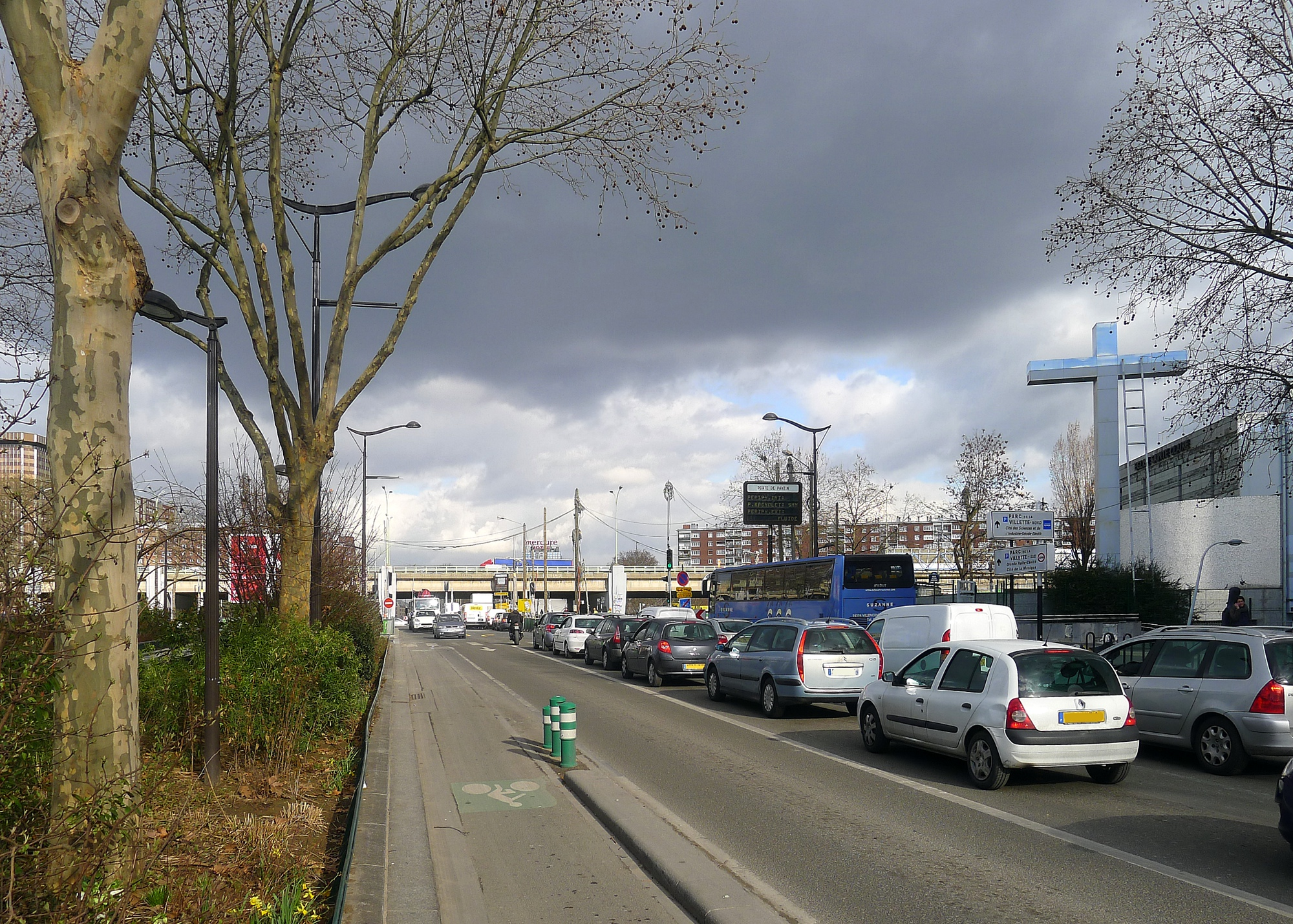
Avenue Jean Jaurès an der Porte de Pantin, im Hintergrund die Brücke des Boulevard périphérique

Die Porte de Pantin ist heute eines der Einfallstore in die französische Hauptstadt Paris, im  Quartier de la Villette im 19. Arrondissement gelegen. Sie bildet den Hauptzugang zur Gemeinde Pantin im Nordosten von Paris.

## Geschichte

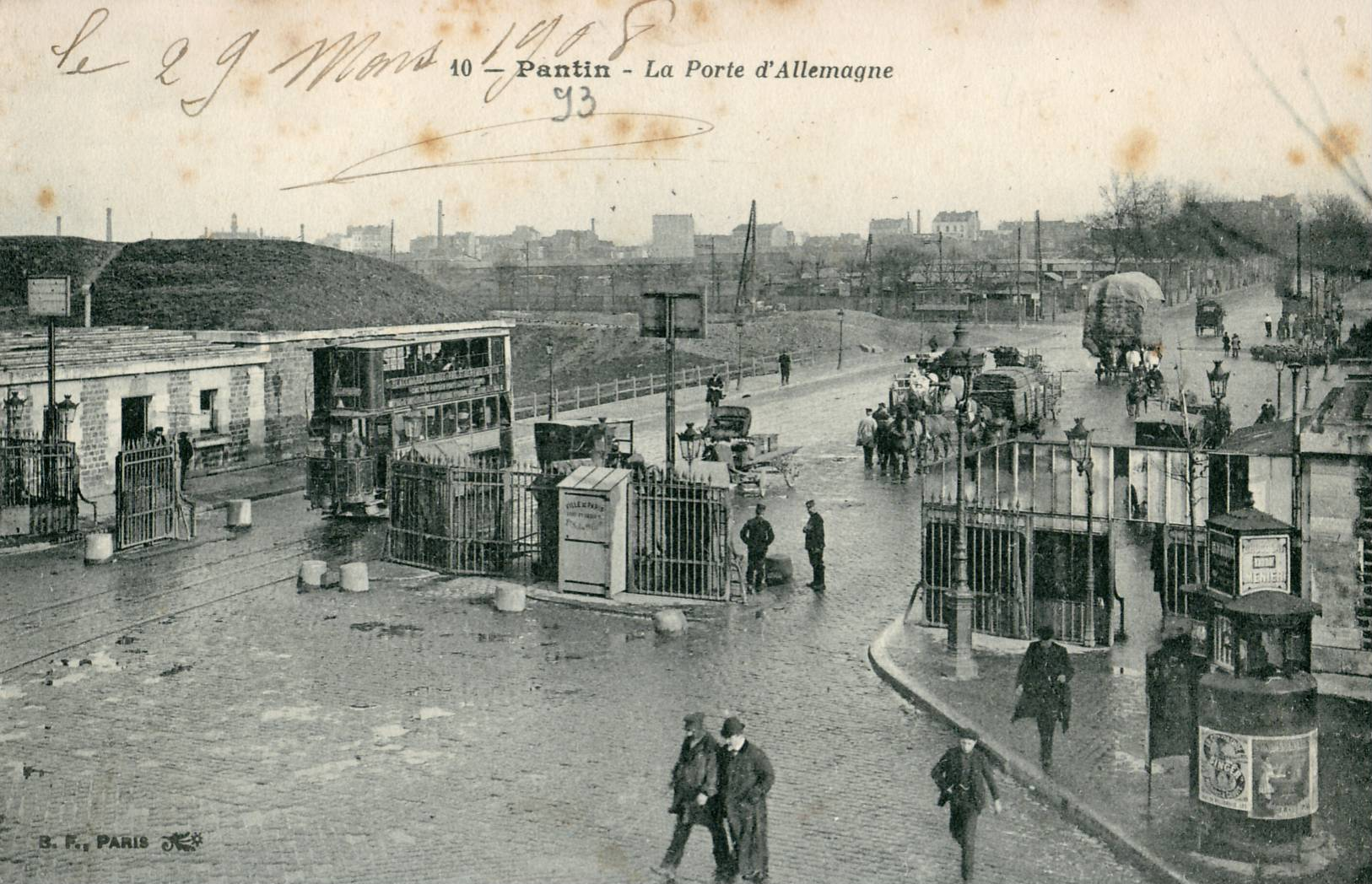
Die Porte d’Allemagne, als sie noch Teil der Pariser Wallanlagen war

Die Porte de Pantin war in der Mitte des 19. Jahrhunderts eines der 17 Stadttore von Paris und führte durch den Festungsgürtel, der zwischen 1841 und 1844 aufgrund eines Gesetzes durch Adolphe Thiers nach den Misserfolgen der Rheinkrise errichtet wurde. Damals hieß sie Porte d’Allemagne (Deutsches Tor). Zum Beginn des Ersten Weltkriegs wurde sie nach dem östlich angrenzenden Ort Pantin in „Porte de Pantin“ umbenannt. Die Thierssche Stadtbefestigung wurde nach dem Ersten Weltkrieg geschleift. Anschließend wurde in dem vorher als Zone non aedificandi bezeichneten Gebiet, dem Glacis des Festungsgürtels, die Stadtlandschaft durch den Bau von Sozialwohnungen der Stadt Paris geprägt.

## Lage
Die Porte de Pantin liegt im Schnittpunkt des Boulevard Sérurier und der Avenue Jean-Jaurès von Paris. Sie liegt 1500 m südlich der Porte de la Villette und 300 m nördlich der Porte Chaumont.

## Leben imQuartier
Der Bereich wurde in den 1980er-Jahren extrem umstrukturiert. Heute befindet sich dort ein Eingang zum Parc de la Villette und zur Grande Halle de la Villette, zum Conservatoire de Paris, zur Cité de la musique,  sowie zum Théâtre Paris-Villette.

## Verkehr

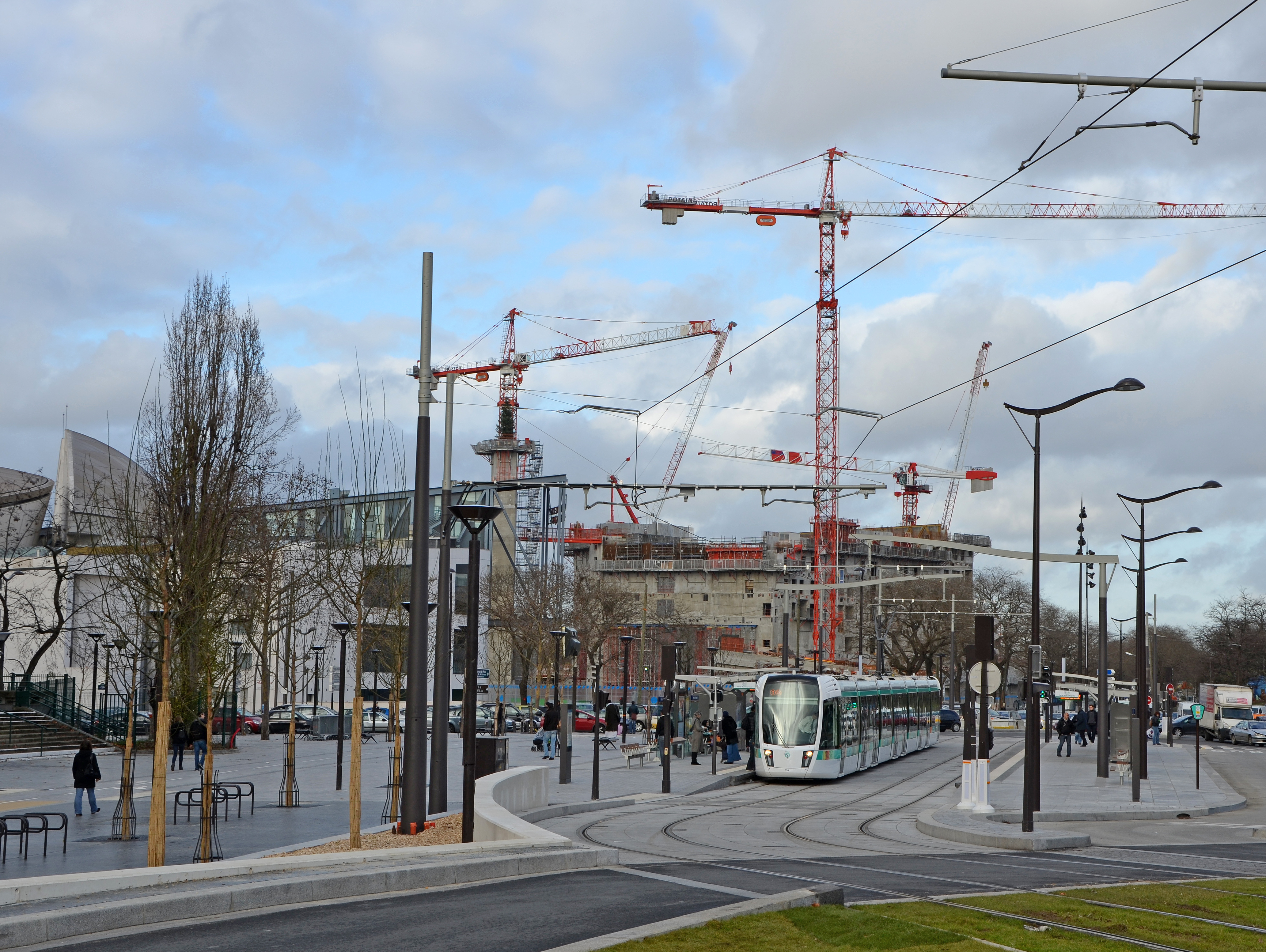
Zug der Linie 3b der Pariser Straßenbahn an der Haltestelle Porte de Pantin

### Straßenverkehr
Die Porte de Pantin wird vom Stadtkern in West-Ost-Richtung durch die Avenue Jean-Jaurès und weiter durch die Avenue Jean-Lolive in Pantin angefahren. Der Boulevard Sérurier, einer der Boulevards des Maréchaux, und der Boulevard d’Indochine kreuzen in Nord-Süd-Richtung. Somit bildet die Porte de Pantin einen Hauptzugang zum Boulevard périphérique, der Ringautobahn von Paris, und den Ausgangspunkt der Route nationale 3, der alten Kaiserstraße (Saarland und Rheinland-Pfalz).

### Öffentlicher Personennahverkehr
Am 12. Oktober 1942 wurde die Station Porte de Pantin der Linie 5 der Pariser Métro eröffnet. Seit Dezember 2012 kann an einer gleichnamigen nahen Haltestelle zur Straßenbahnlinie 3 b umgestiegen werden. Zudem verkehren dort die Buslinien 75, PC2, PC3, 151 und 684.